# Осса-де-Монтьєль
Осса-де-Монтьєль (ісп. Ossa de Montiel) — муніципалітет в Іспанії, у складі автономної спільноти Кастилія-Ла-Манча, у провінції Альбасете. Населення — 2666 осіб (2010).
Муніципалітет розташований на відстані близько 180 км на південний схід від Мадрида, 75 км на захід від Альбасете.
На території муніципалітету розташовані такі населені пункти: (дані про населення за 2010 рік)
- Лагунас-де-Руїдера: 15 осіб
- Осса-де-Монтьєль: 2651 особа

## Демографія
Динаміка населення (INE ):

## Галерея зображень

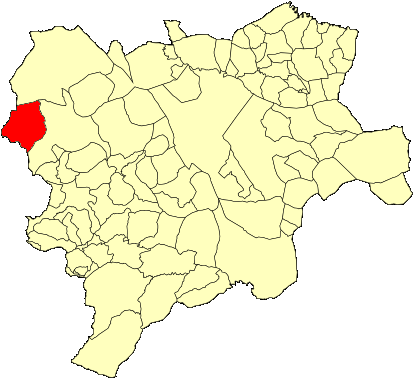
Розташування муніципалітету у провінції Альбасете